# بريم ناث
بريم ناث هو ممثل هندي (وحمل سابقاً جنسية الراج البريطاني)، ولد في 21 نوفمبر 1926 في باكستان، وتوفي في 3 نوفمبر 1992 في الهند.

## أعمال

### أفلام
- (1948) الحريق
- (1949) بارسات
- (1973) بوبي

## وصلات خارجية
- بريم ناث على موقع IMDb (الإنجليزية)
- بريم ناث على موقع ديسكوغز (الإنجليزية)
- بريم ناث على موقع قاعدة بيانات الفيلم (الإنجليزية)